# Eugenes (ocell)
Eugenes és un gènere d'ocells de la subfamília dels troquilins (Trochilinae) dins la família dels troquílids (Trochilidae) que era considerat monoespecífic.

## Taxonomia
El gènere Eugenes va ser introduït per John Gould en 1856.
Fins fa poc s'incloïa únicament una espècie (Eugenes fulgens). Més recentment, la població meridional ha estat considerada una espècie diferent:
- colibrí magnífic (Eugenes fulgens).
- colibrí de Talamanca (Eugenes spectabilis).